# Felina (Breaking Bad)
«Felina» es el episodio final de la serie de televisión dramática Breaking Bad. Es el episodio 16 de la quinta temporada y el 62 en general. El episodio fue escrito y dirigido por el creador de la serie, Vince Gilligan. El episodio se estrenó originalmente por AMC el 29 de septiembre de 2013 en México, Estados Unidos y Canadá. 
En el episodio, Walter White (Bryan Cranston) pone fin a su autoexilio en New Hampshire, evadiendo la persecución nacional en su contra, con el fin de regresar a Albuquerque y obtener venganza de los neonazis que lo habían traicionado, así como de asegurarse de que su familia finalmente reciba el resto del dinero que había ganado con la fabricación ilegal de metanfetaminas.
Tras su emisión, «Felina» recibió elogios de la crítica. Es considerado uno de los mejores finales de serie de todos los tiempos.

## Argumento
Después de abandonar el bar, Walter se marcha de Nuevo Hampshire en un Volvo robado. Llega a Nuevo México y averigua la dirección de Gretchen y Elliott Schwartz (Jessica Hecht y Adam Godley) en su nueva casa, en Santa Fe (Nuevo México), después de haber concedido una entrevista a un reportero del diario The New York Times. Les ordena que le den el resto del dinero  ―una cantidad total de 9.72 millones de dólares― a su hijo Walter Jr., que en 10 meses y 2 días cumplirá 18 años de edad, diciendo que esa era su oportunidad de «hacer las cosas bien». Bajo la amenaza de dos supuestos francotiradores que estaban apuntándolos, los Schwartz aceptan. Después de que Walt se marche, paga a Badger (Matt L. Jones) y a Skinny Pete (Charles Baker) ―que resultaron ser los francotiradores― por haber apuntado con punteros láseres rojos a los Schwartz. Walter descubre que el grupo de Jack ha estado «cocinando» (elaborando metanfetamina) y distribuyendo la metanfetamina azul, y deduce que Jesse (Aaron Paul) sigue aún con vida y es socio de estos.
En su cumpleaños n°52, después de conseguir una ametralladora M60 y recuperar la ricina de su casa abandonada, Walt intercepta a Todd (Jesse Plemons) y Lydia (Laura Fraser) cuando ambos se reúnen en un restaurante y les hace una propuesta de negocio, ofreciendo una nueva receta para elaborar metanfetamina sin Metilamina. Todd rechaza, pero Lydia finge interés, porque de esa manera Jack podría matar a Walt. 
Skyler (Anna Gunn) recibe una llamada telefónica de Marie (Betsy Brandt), quien le informa que Walt está de regreso en la ciudad sin saber que este se encontraba allí con Skyler. Walt le da un boleto de lotería con las coordenadas de la tumba donde se encuentran los cadáveres de Hank y Steve Gómez, aconsejándole que lo utilice para negociar un acuerdo con la DEA. Walt también admite que su vida como creador y distribuidor de metanfetamina lo hizo por él mismo, en lugar de por su familia y que disfrutaba con ello, porque era bueno al hacerlo, y lo hacía sentirse vivo. Se despide de Holly y se marcha, luego ve cómo desde lejos Walter Jr. desciende de un bus escolar y entra en su casa.
Walt se reúne con Jack y sus hombres en su escondite. Este demuestra de inmediato su falta de interés en la oferta de Walt y ordena matarlo. Él, sin embargo, insulta a Jack por ser socio de Jesse y por haber faltado a su palabra de acabar con su vida según le había prometido. En respuesta, Jack ordena a sus hombres que traigan a Jesse, con el fin de mostrarle a Walt que no es su compañero, sino su esclavo. Cuando traen a Jesse a donde se encuentran ellos, Walt se compadece al ver la situación en la que esta por lo que lo empuja al suelo y usa las llaves de su automóvil para que, de manera remota, su ametralladora dispare a todos. Mata al montón de hombres de Jack, a excepción de Todd. Jesse estrangula a este último con sus esposas. Walt toma un arma y mata a Jack, quien moribundo se arrastraba por el piso.
Jesse, al darse cuenta de que Walt ha sido mortalmente herido por una bala perdida, se niega a matarlo y se va. Mientras ambos salen del escondite, Walt contesta con el teléfono de Todd una llamada de Lydia. Ella, esperando que le dijeran que Walt está muerto, recibe la noticia que todos los otros lo están, así mismo le dice que ella está envenenada con la ricina, pues en su reunión previa, él cambió la stevia que pone a su café.
Jesse y Walt inclinan la cabeza a modo de despedida de ambos. Jesse toma el automóvil de Todd y se va, llorando y gritando de emoción.
Walt se dirige al laboratorio de Todd y admira el equipo, sosteniendo una máscara de gas y acariciando un hervidor de agua, antes de caer muerto al suelo y dejando una huella de sangre en el hervidor. La escena final de la serie muestra a un Walt muerto ―con las pupilas agrandándose visiblemente ante la cámara― yaciendo sobre el piso con una ligera sonrisa, mientras que la policía de la ciudad descubre el laboratorio.

## Recepción

### Audiencia
«Felina» registró la mayor audiencia de toda la serie: 10,3 millones de espectadores en Estados Unidos sintonizaron el episodio por AMC siendo así el tercer final de serie más visto emitido por la televisión por cable, después de Los Soprano y Sex and the City.
El episodio generó más de 5,5 millones de comentarios en Facebook
y 1,2 millones en Twitter.
La popularidad del episodio también representó un incremento del 2981 % en las ventas de la canción «Baby Blue» de Badfinger, que se escucha en los minutos finales del episodio.
Así como un aumento del 9000 % en las reproducciones de la canción.
El episodio tuvo más de 0,5 millones de descargas ilegales en las 12 horas posteriores al estreno.

### Recepción crítica
Tras su emisión, el episodio recibió elogios por parte de los críticos y los fanáticos.
El sitio IMDb le otorgó al episodio una calificación de 9.9 sobre 10 basado en la opinión de 20 críticos y más de 34 000 usuarios.
Seth Amitin calificó al episodio como totalmente satisfactorio y le otorgó una puntuación de 9.8 sobre 10. David Martínez ―de Todo Series― otorgó una calificación de 5 sobre 5: «Es el adiós a la serie más en forma de la televisión actual, el mutis de la temporada mejor valorada por el público y crítica, quizá de la mejor serie de la historia».
Shane Ryan y Josh Jackson de la revista Paste dieron al episodio una calificación de 9.9 sobre 10: «Yo creo que Felina, el episodio final, fue el más hermoso en toda la serie de Breaking Bad».
Josh Woodfin ―de Mirror.com― calificó el episodio con un 5 sobre 5 comentando también: «¿Esto fue un final satisfactorio? Vince Gilligan, Bryan Cranston, Aaron Paul, Anna Gunn y todas las otras personas que hicieron a Breaking Bad tan grande, ¿nos dieron el final que necesitábamos? “Tienes la maldita razón”» [una referencia a la frase de Walt en el capítulo «Say my name»).
Donna Bowman de The A.V. Club dio al episodio una A: «El propósito de Walt se ha cumplido, y él simplemente se detiene».
Katey Rich nombró al episodio como «un final muy satisfactorio y sorprendentemente emocional».
Paul Martinovic ―de Den of Geek― comentó: «Eso fue Breaking Bad, una brillante, enloquecedora y chocante pieza de la narración que nunca será olvidada por aquellos que la vieron».

## Producción

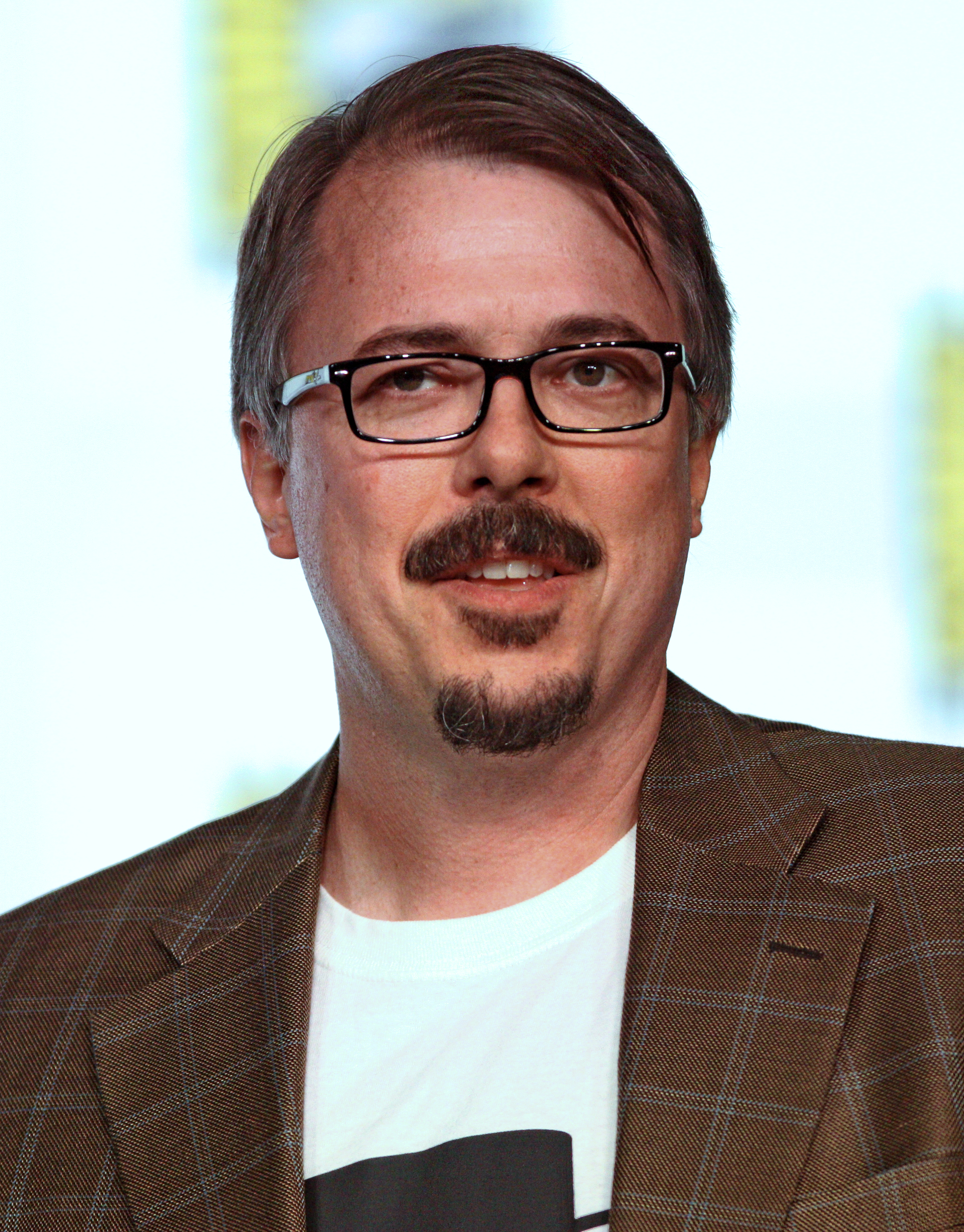
Vince Gilligan, creador de la serie, escribió y dirigió «Felina».

El 18 de septiembre de 2013 se anunció que los dos últimpos episodios (Granite State y Felina) tendrían 75 minutos de duración, incluidas las pausas comerciales.
La duración de los episodios fue de 55 minutos.
El episodio fue escrito y dirigido por el creador de la serie, Vince Gilligan.

### Referencia del título
El título del episodio, «Felina», está inspirado en el personaje Feleena de la balada «El Paso», de Marty Robbins, que es citada varias veces en el episodio.
Los escritores cambiaron el nombre de «Feleena» a «Felina», para que el título fuera un anagrama de la palabra «Finale» (‘final’).
Por otra parte, la palabra «felina» también se puede dividir en tres símbolos diferentes de los elementos químicos que se encuentran en la tabla periódica:
- Fe (Hierro) es un elemento químico presente en la sangre
- Li (Litio), elemento químico que se utiliza en la fabricación de metanfetamina, y
- Na (Sodio), elemento químico que se encuentra en las lágrimas.

Estos elementos sugerirían que el final de Breaking Bad se basa en la sangre, la metanfetamina y las lágrimas.

### Música
La canción «Baby Blue» es reproducida en la escena final. De acuerdo al creador de la serie, Vince Gilligan, esto es en referencia a la metanfetamina de alta calidad que Walt produjo a lo largo de la serie y a su vida como distribuidor de drogas ―que al final reconoció haberla disfrutado―.
De acuerdo con la revista Rolling Stone los supervisores de música estuvieron en desacuerdo con Gilligan con respecto a la canción final. Sin embargo el supervisor musical Thomas Golubić afirmó que «los periodistas a veces tratan de crear un drama donde no hay ninguno», y que sus frases habían sido mal interpretadas.
«Baby Blue» se convirtió en una elección obvia cuando la edición se acercaba hasta el final con Golubić describiendo el proceso de finalización de la canción:

Antes de que mirara la escena, di una serie de ideas. Una que me pareció que funcionaba bastante bien contra la imagen era «No more excuses», de The Bees. Pero una vez que miré la hermosa escena y miré el contexto de la escena, me di cuenta de por qué Vince estaba tan fuertemente apegado a la canción de Badfinger.
Thomas Golubich

En los créditos, cuando se presenta la usual cortina musical de la serie (una característica percusión sintetizada), por primera vez se le agrega un breve prefacio musical muy dramático.

### El Camino
Después de la conclusión de la serie, Gilligan consideró el destino de Jesse y afirmó que, en lugar de ser atrapado por la policía, había imaginado que Jesse terminaría en Alaska para comenzar su vida de nuevo.  Había reflexionado sobre esta idea durante algunos años y, a medida que se acercaba el décimo aniversario de Breaking Bad, se interesó en producir una obra para seguir el destino de Jesse después de este episodio. Esto finalmente resultó en la película El Camino: una película de Breaking Bad, que se emitió por primera vez en Netflix el 11 de octubre de 2019 y tuvo presentaciones limitadas ese fin de semana. El Camino, llamado así por el automóvil en el que Jesse escapa, tiene lugar inmediatamente después de los eventos de "Felina", y Gilligan lo consideró una coda de la serie general para cerrar la historia de Jesse. Aaron Paul volvió a interpretar a Jesse, y la película incluye breves apariciones de Bryan Cranston, Jonathan Banks  Jesse Plemons, Robert Forster, Matt Jones, Krysten Ritter y Charles Baker.